# Studies in Ethnomethodology
Studies in Ethnomethodology est un ouvrage d'Harold Garfinkel paru en 1967 et considéré comme le livre fondateur de l'ethnométhodologie, nouvelle démarche participant de la microsociologie de type interactionniste et s'inspirant de la phénoménologie sociale de Alfred Schütz.
Cet ouvrage se propose d'analyser les savoirs pratiques, mis en œuvre naturellement par les membres d'une société pour agir dans le monde, le comprendre et se faire comprendre. Il s'agit là d'une inversion radicale du point de vue classique en sociologie où avec Émile Durkheim, par exemple, les faits sociaux étaient considérés comme des choses. Garfinkel prend l'initiative d'aller vers les acteurs eux-mêmes, de voir comment fonctionnent leurs productions quotidiennes. 